# Vera Volkova
Vera Volkova (Sant Petersburg, Rússia, 31 de maig de 1904 - Copenhaguen, 5 de maig de 1975, ballarina russa i professora de ball molt influent en la dansa occidental del segle xx.
Es va formar a l'Escola de Ballet Rus d'Akim Volynsky de Petrograd. També va estudiar amb la reconeguda amant del ballet rus Agrippina Vaganova. Va ballar professionalment amb diversos conjunts com el "GATOB" i el "Flying Russian Ballet" abans de desfer-se el 1929.
Va dedicar diversos anys a ensenyar al "Sadler's Wells Ballet" i a la "Sadler's Wells Ballet School", formant alguns dels principals ballarins anglesos del segle xx. També va impartir classes a l'Escola de Ballet del Teatre La Scala de Milà. Es va convertir en professora permanent a la "Royal Danish Ballet School" a la dècada dels 50, formant de nou alguns dels millors ballarins de l'escola.

## Alumnes
- Carla Fracci, antiga directora del teatre italià La Scala
- Alicia Alonso, primera ballarina cubana Assoluta i fundadora del Ballet Nacional de Cuba
- Erik Bruhn, ex-director del "Royal Danish Ballet"
- Henry Danton, ex-solista del "Sadler's Wells Ballet"
- Margot Fonteyn, Anglès Prima Ballerina Assoluta de "The Royal Ballet"
- Henning Kronstam, antiga directora del "Royal Danish Ballet"
- Gillian Lynne, antiga directora de "The Royal Ballet", ara un coneguda coreògrafa de teatre musical
- Peter Martins, exdirector del "Royal Danish Ballet" i del "New York City Ballet"
- Peter Wright, antic ballarí principal i director artístic del "Birmingham Royal Ballet"
- Eva Evdokimova, ballarina internacional, reconeguda com a Prima Ballerina Assoluta
- Kenneth MacMillan, director artístic del "Royal Ballet de Londres" entre 1970 i 1977
- Giulio Perugini, maître de ballet del Ballet de La Scala.
- Alfred Rodriguez (1921-1994), ballarí, coreograf i mestre de ballet.